# Schiaparelli (rymdsond)
Schiaparelli EDM lander var en rymdsond vars huvuduppgift var att fungera som teknik-demonstration, för landning på planeten Mars. Rymdsonden var byggd av Thales Alenia Space i Italien och var ett samarbete mellan europeiska ESA och ryska Roskosmos inom programmet ExoMars. Den är uppkallad efter den italienska astronomen Giovanni Schiaparelli.
Landaren åkte snålskjuts till Mars med rymdsonden ExoMars Trace Gas Orbiter, som sköts upp med en Proton-M-raket från Bajkonur den 14 mars 2016. Under inträdet i Mars atmosfär skyddades rymdsonden av en värmesköld och landningen skulle ske med hjälp av fallskärm och raketer.

## Landningsförsök
Strax före den planerade landningen förlorade man kontakten med landaren.
Enligt den data farkosten sände fram till kontakten bröts, fungerade värmeskölden och fallskärmen som planerat, med inbromsningen med fallskärm avslutades tidigare än beräknat. Strax därefter tändes bromsraketerna, med de var endast aktiva i tre sekunder, inställt för de 30 sekunder som var planerade. Detta leder till att man misstänker att farkosten har kraschat.

### Fotnoter
1. ↑  ”NASA Space Science Data Coordinated Archive” (på engelska). NASA. https://nssdc.gsfc.nasa.gov/nmc/spacecraft/display.action?id=2016-017A. Läst 21 augusti 2024.
2. ↑  ”BBC” (på engelska). http://www.bbc.com/news/science-environment-37715202. Läst 18 november 2016.